# خون مسیح
خون مسیح (به انگلیسی: The Blood of Jesus) فیلمی ۵۷ دقیقه‌ای به کارگردانی و بازیگری اسپنسر ویلیامز است.